# NASCAR Cup Series
De NASCAR Cup Series is samen met de Xfinity Series en de Truck Series een van de drie nationale NASCAR kampioenschappen die in de Verenigde Staten gehouden worden en het is de hoogste divisie in de NASCAR. In 1949 werd het eerste kampioenschap gehouden onder de naam Strictly Stock Series, nadat Bill France de NASCAR in 1948 had opgericht. Vanaf 1950 tot 1970 werd de naam Grand National Series gebruikt, van 1971 tot 2003 Winston Cup, van 2004 tot 2007 NEXTEL Cup, en van 2008 tot 2016 Sprint Cup. Van 2017 tot 2019 was de naam van het kampioenschap Monster Energy NASCAR Cup Series.
Vanaf 2004 werd het kampioenschap aangepast met een play-off systeem bekend onder de naam Chase for the Sprint Cup waarbij na de zesentwintig eerste races van het seizoen de tien best geklasseerde coureurs en vanaf 2007 de twaalf best geklasseerde coureurs, met een correctie in de stand ten voordele van het aantal gewonnen races, onderling uitmaken tijdens de laatste tien races van het seizoen wie het kampioenschap wint. Jaarlijks worden drie kampioenschapstitels beslecht, voor coureur, team en fabrikant. Vanaf 1981 worden de huldigingen van de kampioenen gehouden in het Waldorf-Astoria Hotel in New York.
De meest prestigieuze race van het kampioenschap is de Daytona 500 die vanaf 1959 elk jaar in februari gehouden wordt op de Daytona International Speedway.

## Geschiedenis

### Strictly Stock & Grand National Series (1949-1970)

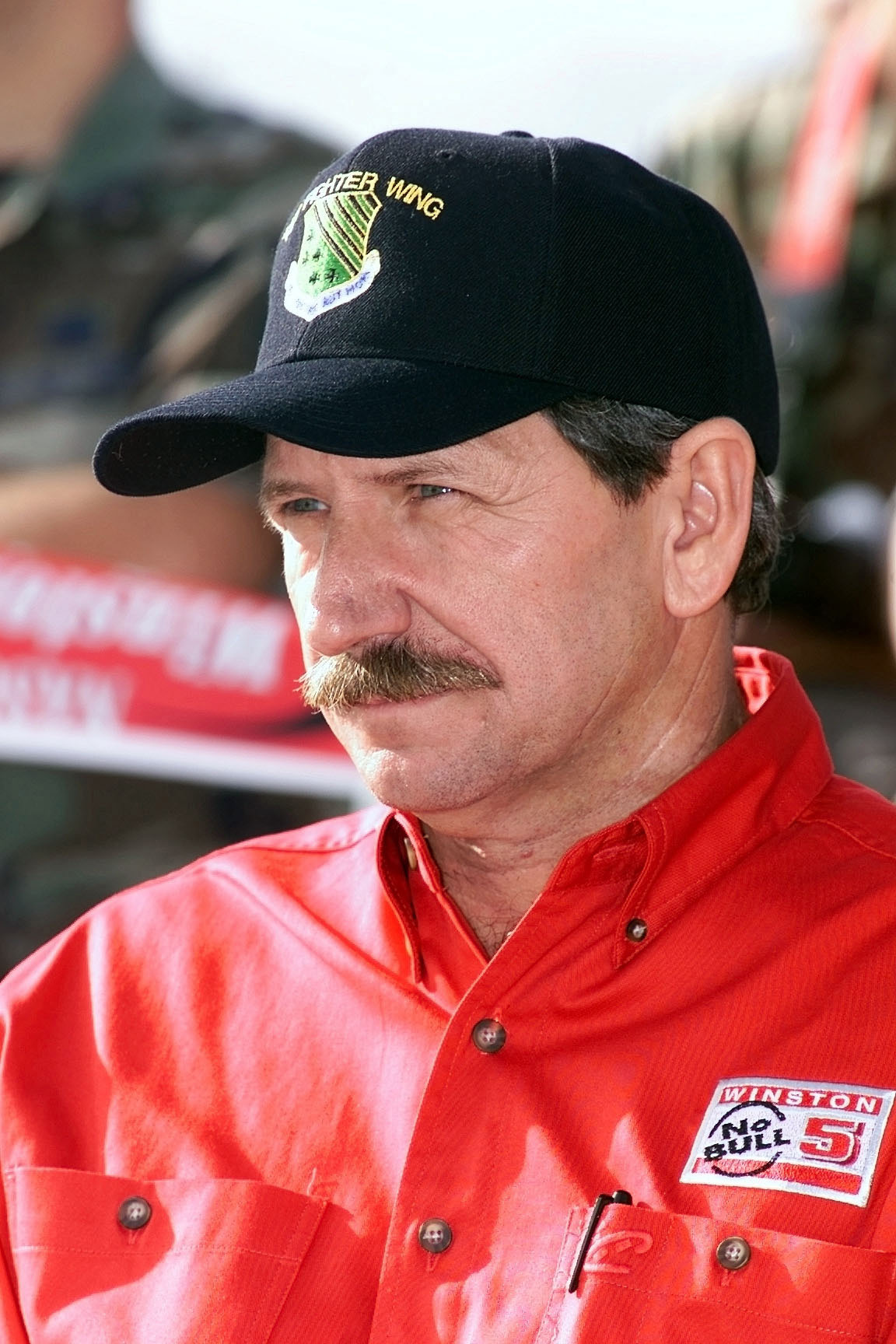
Zevenvoudig kampioen Dale Earnhardt.

In 1949 werd het eerste kampioenschap gehouden onder de naam Strictly Stock Series. Het seizoen bestond uit acht races waarvan zeven op onverharde circuits gereden werden en één op een strand- en stratencircuit in Daytona Beach. Het kampioenschap werd in 1950 omgedoopt tot Grand National Series en behoud die naam tot 1971. In 1950 werd voor het eerst op een volledig verhard circuit gereden toen de Darlington Raceway in gebruik werd genomen. Herb Thomas werd in 1953 de eerste rijder die het kampioenschap twee keer won. In 1959 opende de Daytona International Speedway en werd de eerste Daytona 500 gereden die gewonnen werd door Lee Petty. Datzelfde jaar won Petty zijn laatste titel, hij werd toen de eerste rijder die drie titels won. Datzelfde jaar won zijn zoon Richard de trofee rookie of the year als beste nieuweling. Hij won het kampioenschap voor de eerste keer in 1964.

### Winston Cup (1971-2003)
Vanaf 1971 werd het kampioenschap omgedoopt naar Winston Cup naar sponsor R.J. Reynolds Tobacco van het sigarettenmerk Winston. Er werden veranderingen doorgevoerd zoals minder races op de kalender en er werd een nieuw puntensysteem ingevoerd. De start van de Winston Cup wordt beschouwd als het begin van het moderne NASCAR tijdperk. In 1979 werd op de zender CBS de Daytona 500 van start tot finish uitgezonden, de eerste NASCAR-race die volledig op televisie kwam. Toen in 1992 enkele NASCAR-teams uitgenodigd werden om te gaan testen op de Indianapolis Motor Speedway, het circuit waar jaarlijks de Indianapolis 500 gereden wordt ontstond het idee om de NASCAR naar het befaamde circuit te halen. De eigenaars van het circuit en de NASCAR kwamen tot een overeenkomst en vanaf 1994 staat jaarlijks de Brickyard 400 op de kalender.
Richard Petty won de eerste twee kampioenschappen onder de naam Winston Cup in 1971 en 1972. Hij won verder het kampioenschap in 1974, 1975 en 1979 waardoor hij met zeven titels recordhouder werd. Dat record werd geëvenaard door Dale Earnhardt die tussen 1980 en 1994 evenveel titels won. Petty won de prestigieuze Daytona 500 zeven keer waardoor hij met voorsprong recordhouder is. Earnhardt won de Daytona 500 slechts één keer (in 1998) en kwam om het leven tijdens de editie van 2001.
Naast Petty en Earnhardt wonnen tijdens deze periode nog drie andere coureurs drie titels of meer. Cale Yarborough won eind van de jaren zeventig drie titels op rij. Darrell Waltrip won drie keer in de eerste helft van de jaren tachtig en Jeff Gordon werd vier keer kampioen in de periode 1995-2001. Matt Kenseth won de laatste Winston Cup in 2003.

### NEXTEL Cup & Sprint Cup (2004-2016 )

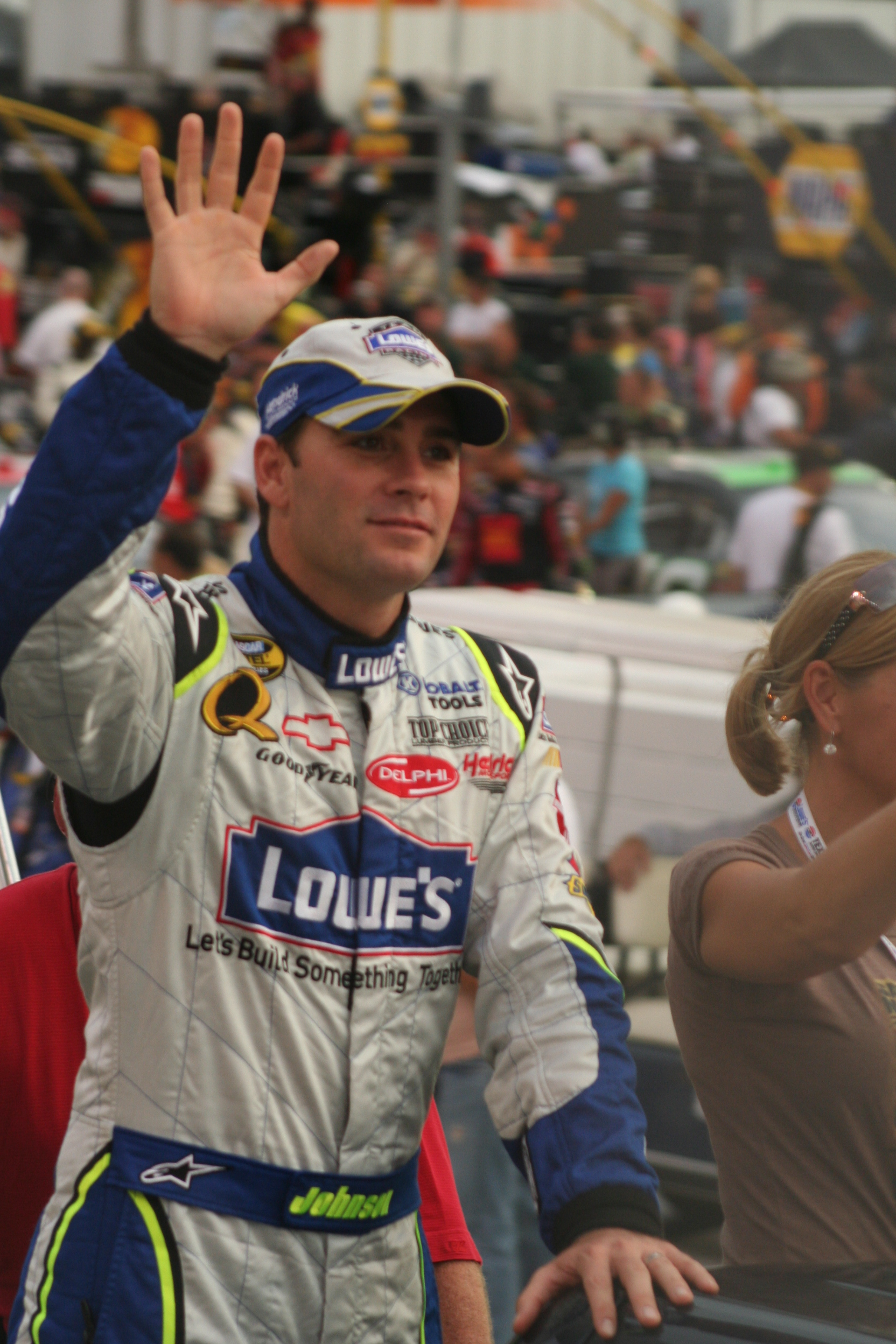
Zevenvoudig Sprint Cup kampioen Jimmie Johnson.

Toen sigarettenfabrikant R.J. Reynolds eind 2003 ophield met de sponsoring werd het kampioenschap omgedoopt naar NEXTEL Cup naar Nextel Communications, een telecommunicatiebedrijf dat de nieuwe hoofdsponsor werd. Nadat het bedrijf in 2005 fuseerde met Sprint Corporation werd in 2008 de naam van het kampioenschap omgedoopt tot Sprint Cup.

#### Chase for the Championship
Vanaf 2004 wordt het kampioenschap beslecht tijdens de Chase for the Championship, de laatste tien races van het seizoen. Na de eerste zesentwintig races van het seizoen strijden de tien best geklasseerde rijders aangevuld met de twee rijders van de elfde tot twintigste plaats met de meeste overwinningen, om de titel tijdens de tien laatste races van het seizoen. Ieder van de twaalf rijders krijgen bij de start van de chase 2000 punten en de eerste tien rijders uit het klassement krijgen extra drie punten per overwinning die voorheen gehaald werd tijdens het reguliere seizoen. Tijdens de chase geldt het normale puntensysteem, 47 punten voor een overwinning. De eerste rijder die het kampioenschap met een Chase for the Championship won was Kurt Busch. Tijdens de periode 2006-2009 won Jimmie Johnson de chase vier keer en werd zo de eerste coureur die het kampioenschap vier keer op rij won. In 2010 won hij een vijfde titel en zijn zesde kampioenschap won hij in 2013.

#### Green-white-checker finish
Vanaf juli 2004 werd de Green-white-checker finish-regel ingevoerd wat ervoor zorgt dat een race niet mag eindigden onder een neutralisatie. Wanneer er een gele vlag-situatie is op het moment dat de volledige race-afstand is afgelegd, wordt de race verlengd en moeten er nog twee ronden gereden worden vanaf het moment dat de neutralisatie achter de rug is. Bij aanvang van de herstart wordt er dan een groene vlag getoond, een ronde later de witte vlag, traditioneel gebruikt om de aanvang van de laatste ronde aan te geven waarna een ronde later de zwart-wit geblokte vlag getoond wordt dat het einde van de race aangeeft. De Daytona 500 van 2005, 2006, 2007, 2010, 2011 en 2012 eindigde met deze regeling. In 2010 en 2011 werden er acht ronden extra gereden wat het de langste edities uit de geschiedenis van deze race maakte.

#### Puntensysteem
Het puntensysteem werd in 2011 voor de laatste keer aangepast. De 43 coureurs die zich kwalificeren voor de race komen in aanmerking voor punten, ongeacht of de rijder de finish bereikte of niet. De winnaar krijgt 43 punten, de tweede 42 tot de laatste die 1 punt krijgt. De coureur die de meeste ronden aan de leiding reed krijgt één extra punt boven op het extra punt dat elke coureur verdient als hij minstens één ronde aan de leiding reed. De winnaar krijgt naast de 43 punten, drie extra punten voor de overwinning en omdat hij bij winst automatisch de laatste ronde aan de leiding reed krijgt hij het extra punt daarvoor bovenop, wat maakt dat de winnaar altijd zeker is van 47 punten en als hij de meeste ronden aan de leiding reed krijgt hij 48 punten. In de tabel hieronder kan de winnaar nog één punt extra verdienen als hij de meeste ronden aan de leiding reed en alle andere coureurs kunnen één of twee extra punten verdienen in het geval hij respectievelijk minstens één ronde aan de leiding reed of de meeste ronden aan de leiding reed.
| plaats | 1  | 2  | 3  | 4  | 5  | 6  | 7  | 8  | 9  | 10 | 11 | 12 | 13 | 14 | 15 | 16 | 17 | 18 | 19 | 20 | 21 | 22 | 23 | 24 | 25 | 26 | 27 | 28 | 29 | 30 | 31 | 32 | 33 | 34 | 35 | 36 | 37 | 38 | 39 | 40 | 41 | 42 | 43 |
| punten | 47 | 42 | 41 | 40 | 39 | 38 | 37 | 36 | 35 | 34 | 33 | 32 | 31 | 30 | 29 | 28 | 27 | 26 | 25 | 24 | 23 | 22 | 21 | 20 | 19 | 18 | 17 | 16 | 15 | 14 | 13 | 12 | 11 | 10 | 9  | 8  | 7  | 6  | 5  | 4  | 3  | 2  | 1  |

## De auto

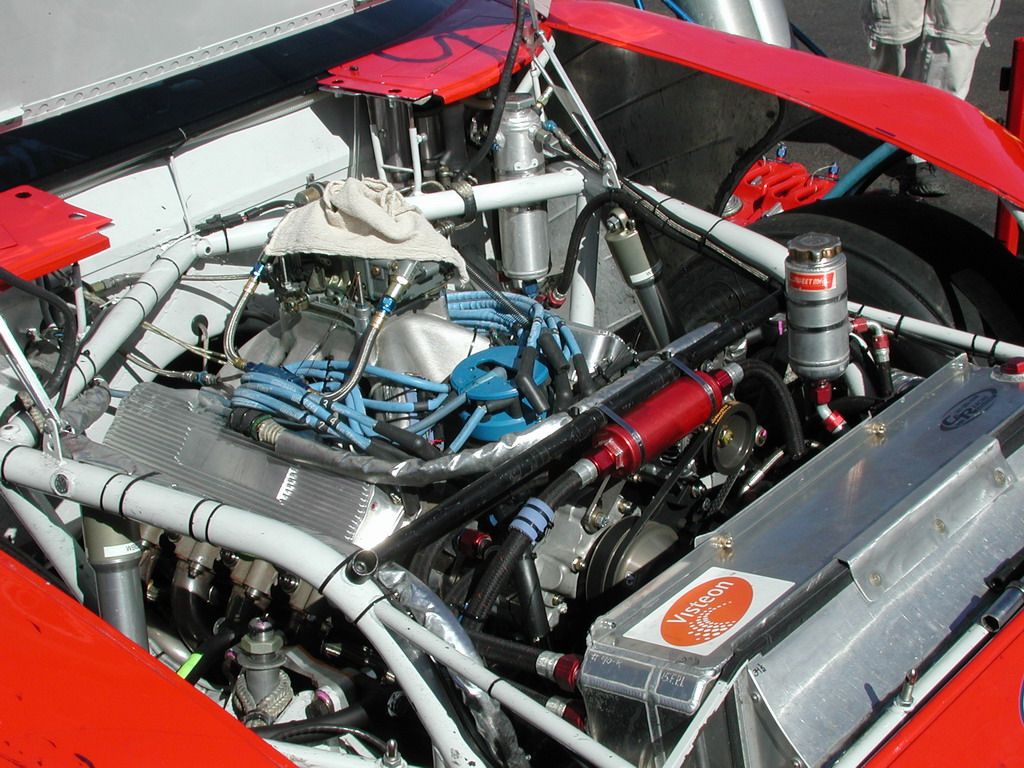
Een Sprint Cup motor.

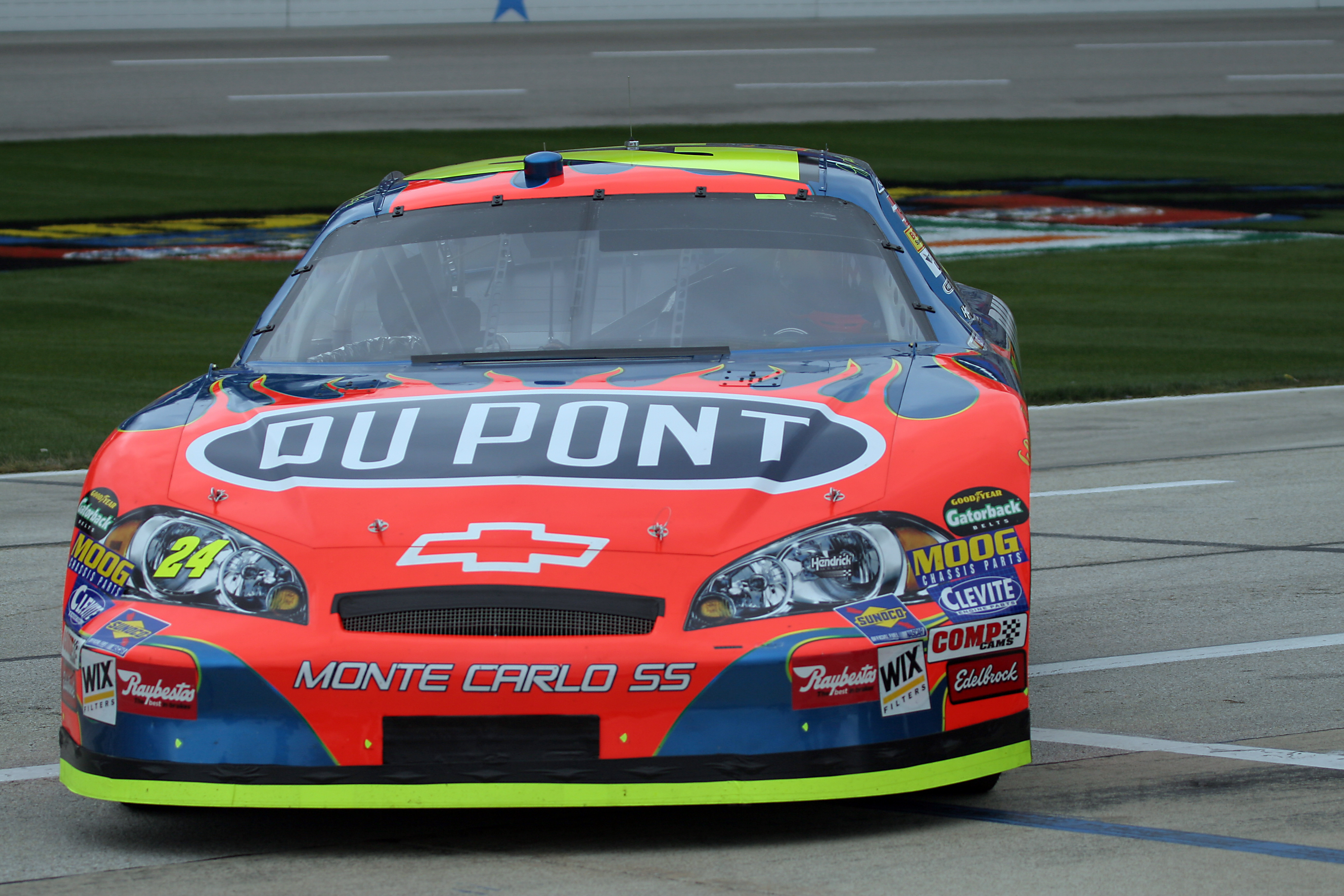
Jeff Gordons Chevrolet uit 2007.

NASCAR-auto's worden gebouwd met een motor vooraan en hebben achterwielaandrijving. Toen het kampioenschap van start ging in 1949 werden er auto's gebruikt die weinig anders waren dan de productiemodellen die op straat reden. Vaak zat er nog een radio in en de ramen aan de zijkant werden naar beneden gedraaid om glas op het circuit te vermijden. Later werden de regels gewijzigd en was het geen verplichting meer dat de auto's productiemodellen moesten zijn en werden er raceauto's gebouwd die alleen nog het uitzicht hadden van een productiewagen.
De auto moet voldoen aan de volgende specificaties:
- Cilinderinhoud: 358in³ (5.86l), stoterstang-V8 motor.
- Versnellingsbak: 4 versnellingen, manueel.
- Gewicht: 1455 kg zonder coureur, 1545 kg met coureur.
- Vermogen: 865 PK (645 kW) zonder restrictie; 445 PK (332 kW) met restrictie (op sommige circuits).
- Brandstof: loodvrije benzine, 98 RON.
- Capaciteit van de tank: 67,3 liter.
- Brandstoftoevoer: Carburateur.
- Compressieverhouding: 12:1.
- Atmosferische motor
- Wielbasis: 2794 mm.
- Besturing: Stuurbekrachtiging.
- Banden: slicks, Goodyear.

## Circuits

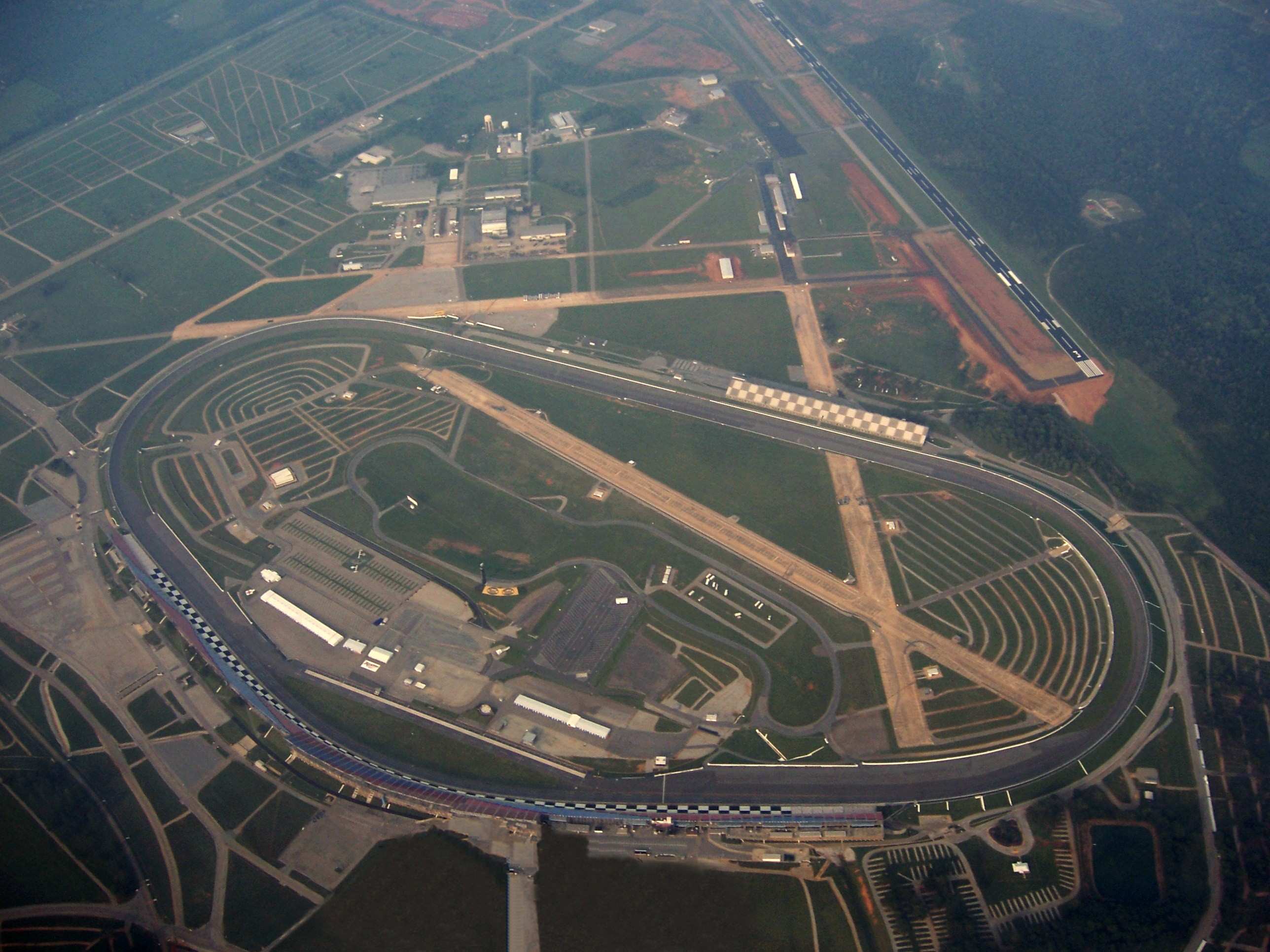
Luchtfoto van de Talladega Superspeedway.

Vanaf 2001 worden er jaarlijks zesendertig races gereden in de Sprint Cup. De meeste races worden gehouden op een ovaal circuit die erg variëren in grootte. Het kleinste circuit is de Martinsville Speedway met een lengte van 847 meter, het grootste is de Talladega Superspeedway met een lengte van 4,28 km. In 2014 werden de 36 races gehouden op twintig verschillende ovale circuits en twee races worden gehouden op een wegcircuit, op de Sonoma Raceway en op Watkins Glen.
Volgende circuits werden in 2012 in de Sprint Cup gebruikt (alfabetisch):
| - Atlanta Motor Speedway (1) - Auto Club Speedway (1) - Bristol Motor Speedway (2) - Charlotte Motor Speedway (2*) - Chicagoland Speedway (1*) - Darlington Raceway (1) - Daytona International Speedway (2) - Dover International Speedway (2*) | - Homestead-Miami Speedway (1*) - Indianapolis Motor Speedway (1) - Kansas Speedway (2*) - Kentucky Speedway (1) - Las Vegas Motor Speedway (1) - Martinsville Speedway (2*) - Michigan International Speedway (2) | - New Hampshire Motor Speedway (2*) - Phoenix International Raceway (2*) - Pocono Raceway (2) - Richmond International Raceway (2) - Sonoma Raceway (1) - Talladega Superspeedway (2*) - Texas Motor Speedway (2*) - Watkins Glen (1) |

Het getal tussen haakjes geeft aan wanneer het circuit één of twee keer gebruikt wordt, het sterretje geeft aan wanneer het circuit één keer gebruikt wordt voor de Chase for the Sprint Cup, de laatste tien races van het seizoen.

## Kampioenschapstitels

### Rijders
| Jaar | Kampioen      | Rookie         |
| ---- | ------------- | -------------- |
| 1949 | Red Byron     |                |
| 1950 | Bill Rexford  |                |
| 1951 | Herb Thomas   |                |
| 1952 | Tim Flock     |                |
| 1953 | Herb Thomas   |                |
| 1954 | Lee Petty     |                |
| 1955 | Tim Flock     |                |
| 1956 | Buck Baker    |                |
| 1957 | Buck Baker    |                |
| 1958 | Lee Petty     | Shorty Rollins |
| 1959 | Lee Petty     | Richard Petty  |
| 1960 | Rex White     | David Pearson  |
| 1961 | Ned Jarrett   | Woodie Wilson  |
| 1962 | Joe Weatherly | Tom Cox        |
| 1963 | Joe Weatherly | Billy Wade     |
| 1964 | Richard Petty | Doug Cooper    |
| 1965 | Ned Jarrett   | Sam McQuagg    |
| 1966 | David Pearson | James Hylton   |
| 1967 | Richard Petty | Donnie Allison |
| 1968 | David Pearson | Pete Hamilton  |
| 1969 | David Pearson | Dick Brooks    |
| 1970 | Bobby Isaac   | Bill Dennis    |
| 1971 | Richard Petty | Walter Ballard |
| 1972 | Richard Petty | Larry Smith    |
| 1973 | Benny Parsons | Lennie Pond    |
| 1974 | Richard Petty | Earl Ross      |

| Jaar | Kampioen        | Rookie          |
| ---- | --------------- | --------------- |
| 1975 | Richard Petty   | Bruce Hill      |
| 1976 | Cale Yarborough | Skip Manning    |
| 1977 | Cale Yarborough | Ricky Rudd      |
| 1978 | Cale Yarborough | Ronnie Thomas   |
| 1979 | Richard Petty   | Dale Earnhardt  |
| 1980 | Dale Earnhardt  | Jody Ridley     |
| 1981 | Darrell Waltrip | Ron Bouchard    |
| 1982 | Darrell Waltrip | Geoff Bodine    |
| 1983 | Bobby Allison   | Sterling Marlin |
| 1984 | Terry Labonte   | Rusty Wallace   |
| 1985 | Darrell Waltrip | Ken Schrader    |
| 1986 | Dale Earnhardt  | Alan Kulwicki   |
| 1987 | Dale Earnhardt  | Davey Allison   |
| 1988 | Bill Elliott    | Ken Bouchard    |
| 1989 | Rusty Wallace   | Dick Trickle    |
| 1990 | Dale Earnhardt  | Rob Moroso      |
| 1991 | Dale Earnhardt  | Bobby Hamilton  |
| 1992 | Alan Kulwicki   | Jimmy Hensley   |
| 1993 | Dale Earnhardt  | Jeff Gordon     |
| 1994 | Dale Earnhardt  | Jeff Burton     |
| 1995 | Jeff Gordon     | Ricky Craven    |
| 1996 | Terry Labonte   | Johnny Benson   |
| 1997 | Jeff Gordon     | Mike Skinner    |
| 1998 | Jeff Gordon     | Kenny Irwin     |
| 1999 | Dale Jarrett    | Tony Stewart    |
| 2000 | Bobby Labonte   | Matt Kenseth    |

| Jaar | Kampioen         | Rookie              |
| ---- | ---------------- | ------------------- |
| 2001 | Jeff Gordon      | Kevin Harvick       |
| 2002 | Tony Stewart     | Ryan Newman         |
| 2003 | Matt Kenseth     | Jamie McMurray      |
| 2004 | Kurt Busch       | Kasey Kahne         |
| 2005 | Tony Stewart     | Kyle Busch          |
| 2006 | Jimmie Johnson   | Denny Hamlin        |
| 2007 | Jimmie Johnson   | Juan Pablo Montoya  |
| 2008 | Jimmie Johnson   | Regan Smith         |
| 2009 | Jimmie Johnson   | Joey Logano         |
| 2010 | Jimmie Johnson   | Kevin Conway        |
| 2011 | Tony Stewart     | Andy Lally          |
| 2012 | Brad Keselowski  | Stephen Leicht      |
| 2013 | Jimmie Johnson   | Ricky Stenhouse jr. |
| 2014 | Kevin Harvick    | Kyle Larson         |
| 2015 | Kyle Busch       | Brett Moffitt       |
| 2016 | Jimmie Johnson   | Chase Elliott       |
| 2017 | Martin Truex jr. | Erik Jones          |
| 2018 | Joey Logano      | William Byron       |
| 2019 | Kyle Busch       | Daniel Hemric       |
| 2020 | Chase Elliott    | Cole Custer         |
| 2021 | Kyle Larson      | Chase Briscoe       |
| 2022 | Joey Logano      | Austin Cindric      |
| 2023 | Ryan Blaney      | Ty Gibbs            |
| 2024 | Joey Logano      | Carson Hocevar      |

### Merken
| Jaar | Kampioen   |
| ---- | ---------- |
| 1949 | Oldsmobile |
| 1950 | Oldsmobile |
| 1951 | Oldsmobile |
| 1952 | Hudson     |
| 1953 | Hudson     |
| 1954 | Hudson     |
| 1955 | Chrysler   |
| 1956 | Chrysler   |
| 1957 | Ford       |
| 1958 | Chevrolet  |
| 1959 | Chevrolet  |
| 1960 | Ford       |

| Jaar | Kampioen  |
| ---- | --------- |
| 1961 | Pontiac   |
| 1962 | Pontiac   |
| 1963 | Ford      |
| 1964 | Ford      |
| 1965 | Ford      |
| 1966 | Dodge     |
| 1967 | Plymouth  |
| 1968 | Ford      |
| 1969 | Ford      |
| 1970 | Plymouth  |
| 1971 | Chevrolet |
| 1972 | Chevrolet |

| Jaar | Kampioen   |
| ---- | ---------- |
| 1973 | Mercury    |
| 1974 | Chevrolet  |
| 1975 | Dodge      |
| 1976 | Chevrolet  |
| 1977 | Chevrolet  |
| 1978 | Oldsmobile |
| 1979 | Chevrolet  |
| 1980 | Chevrolet  |
| 1981 | Buick      |
| 1982 | Buick      |
| 1983 | Chevrolet  |
| 1984 | Chevrolet  |

| Jaar | Kampioen       |
| ---- | -------------- |
| 1985 | Chevrolet/Ford |
| 1986 | Chevrolet      |
| 1987 | Chevrolet      |
| 1988 | Ford           |
| 1989 | Chevrolet      |
| 1990 | Chevrolet      |
| 1991 | Chevrolet      |
| 1992 | Ford           |
| 1993 | Pontiac        |
| 1994 | Ford           |
| 1995 | Chevrolet      |
| 1996 | Chevrolet      |

| Jaar | Kampioen  |
| ---- | --------- |
| 1997 | Ford      |
| 1998 | Chevrolet |
| 1999 | Ford      |
| 2000 | Pontiac   |
| 2001 | Chevrolet |
| 2002 | Ford      |
| 2003 | Chevrolet |
| 2004 | Ford      |
| 2005 | Chevrolet |
| 2006 | Chevrolet |
| 2007 | Chevrolet |
| 2008 | Chevrolet |

| Jaar | Kampioen  |
| ---- | --------- |
| 2009 | Chevrolet |
| 2010 | Chevrolet |
| 2011 | Chevrolet |
| 2012 | Dodge     |
| 2013 | Chevrolet |
| 2014 | Chevrolet |
| 2015 | Toyota    |
| 2016 | Chevrolet |
| 2017 | Toyota    |
| 2018 | Ford      |
| 2019 | Toyota    |
| 2020 | Ford      |
| 2021 | Chevrolet |
| 2022 | Ford      |
| 2023 | Ford      |
| 2024 | Chevrolet |

## Records

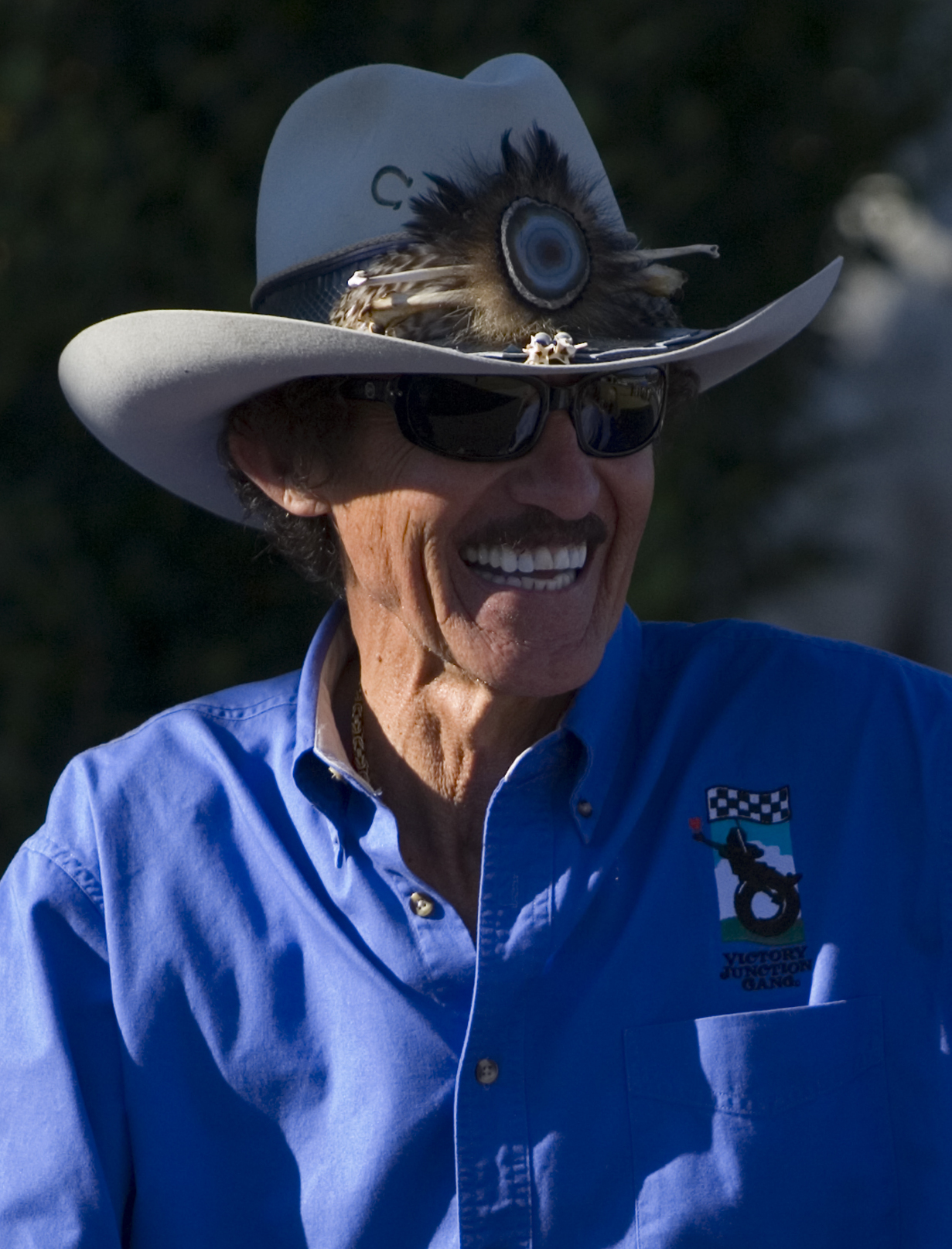
Meervoudig recordhouder Richard Petty.

- Meeste titels: 7, Richard Petty, Dale Earnhardt en Jimmie Johnson.
- Meeste titels contructeur: 30, Chevrolet.
- Jongste kampioen: Bill Rexford, 23 jaar.
- Oudste kampioen: Bobby Allison, 45 jaar.
- Meeste titels op rij: 5, Jimmie Johnson.
- Meeste overwinningen: 200, Richard Petty.
- Meeste overwinningen in één seizoen: 27, Richard Petty.
- Meeste overwinningen in één seizoen op een rij: 10, Richard Petty
- Meeste overwinningen van de Daytona 500: 7, Richard Petty.
- Meeste overwinningen van de Brickyard 400: 4, Jeff Gordon.
- Meeste race-starts: 1185, Richard Petty.
- Meeste aantal punten in één seizoen: 42472, Richard Petty
- Meeste seizoenen na elkaar met minstens één overwinning: 18, Richard Petty.
- Jongste race-winnaar: Joey Logano, 19 jaar en 35 dagen.
- Oudste race-winnaar: Harry Gant, 52 jaar en 219 dagen.
- Jongste Daytona 500 winnaar: Trevor Bayne, 20 jaar en 1 dag.
- Oudste Daytona 500 winnaar: Bobby Allison, 50 jaar en 73 dagen.

## Galerij

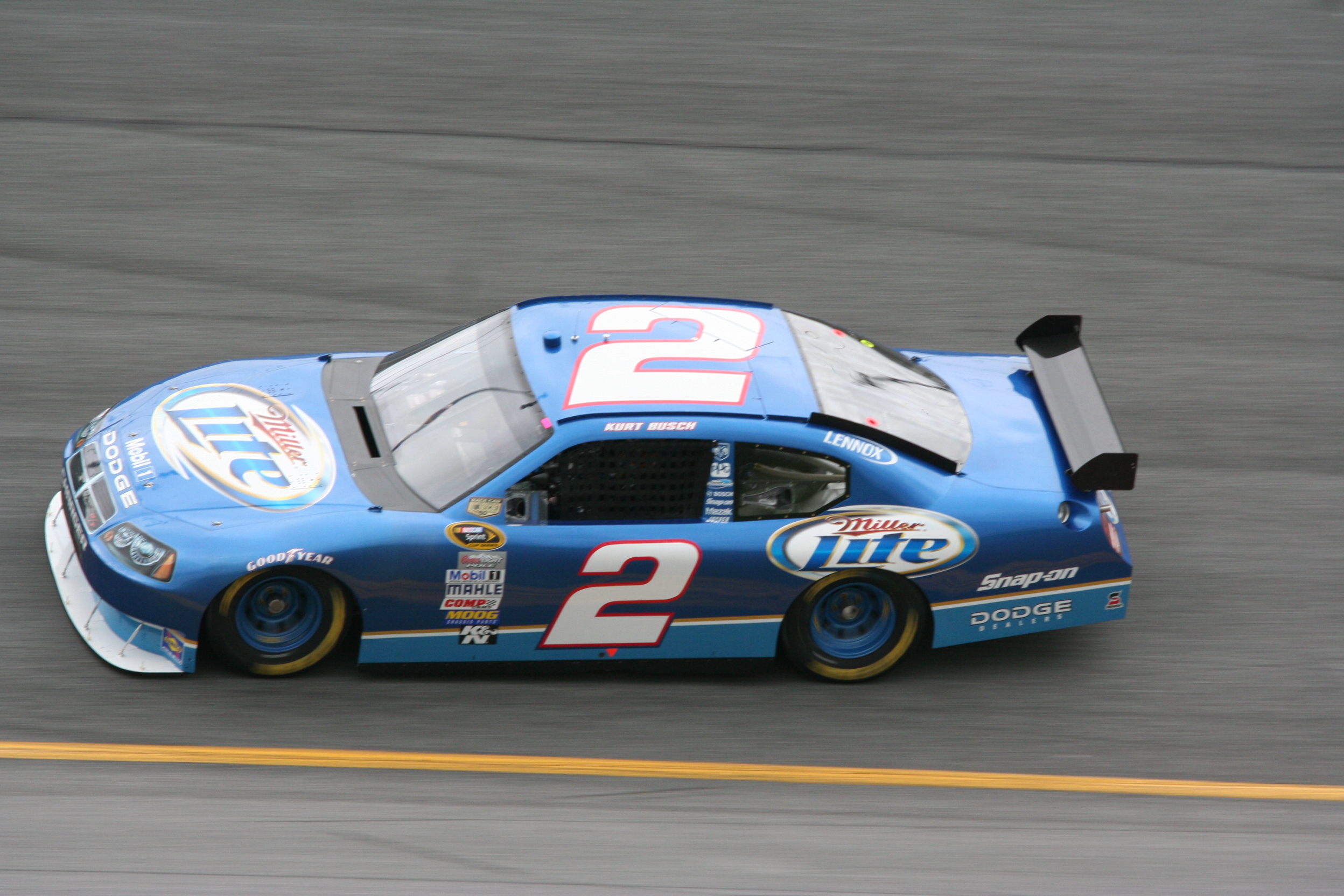
Kurt Busch in 2008.
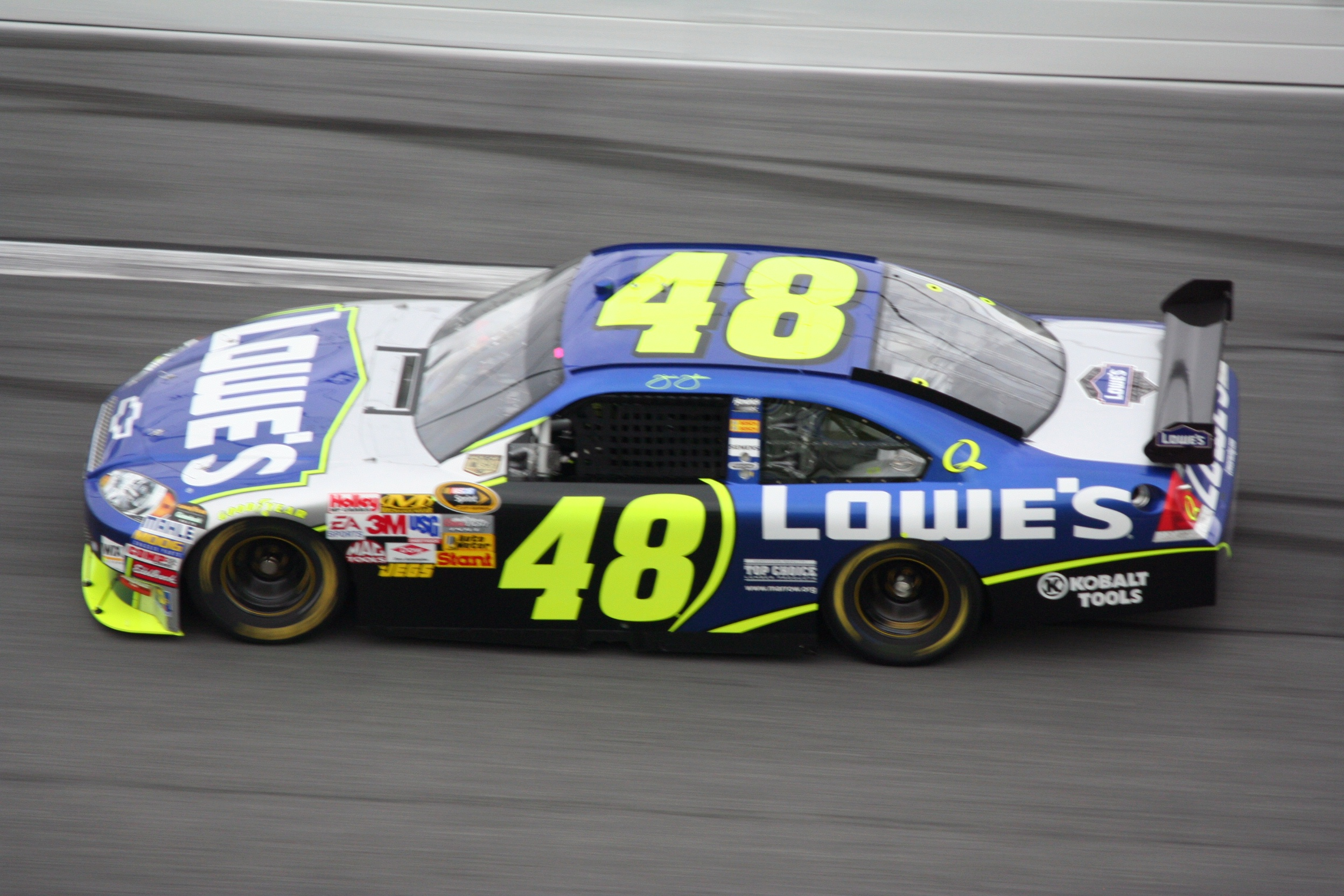
Jimmie Johnson in 2008.
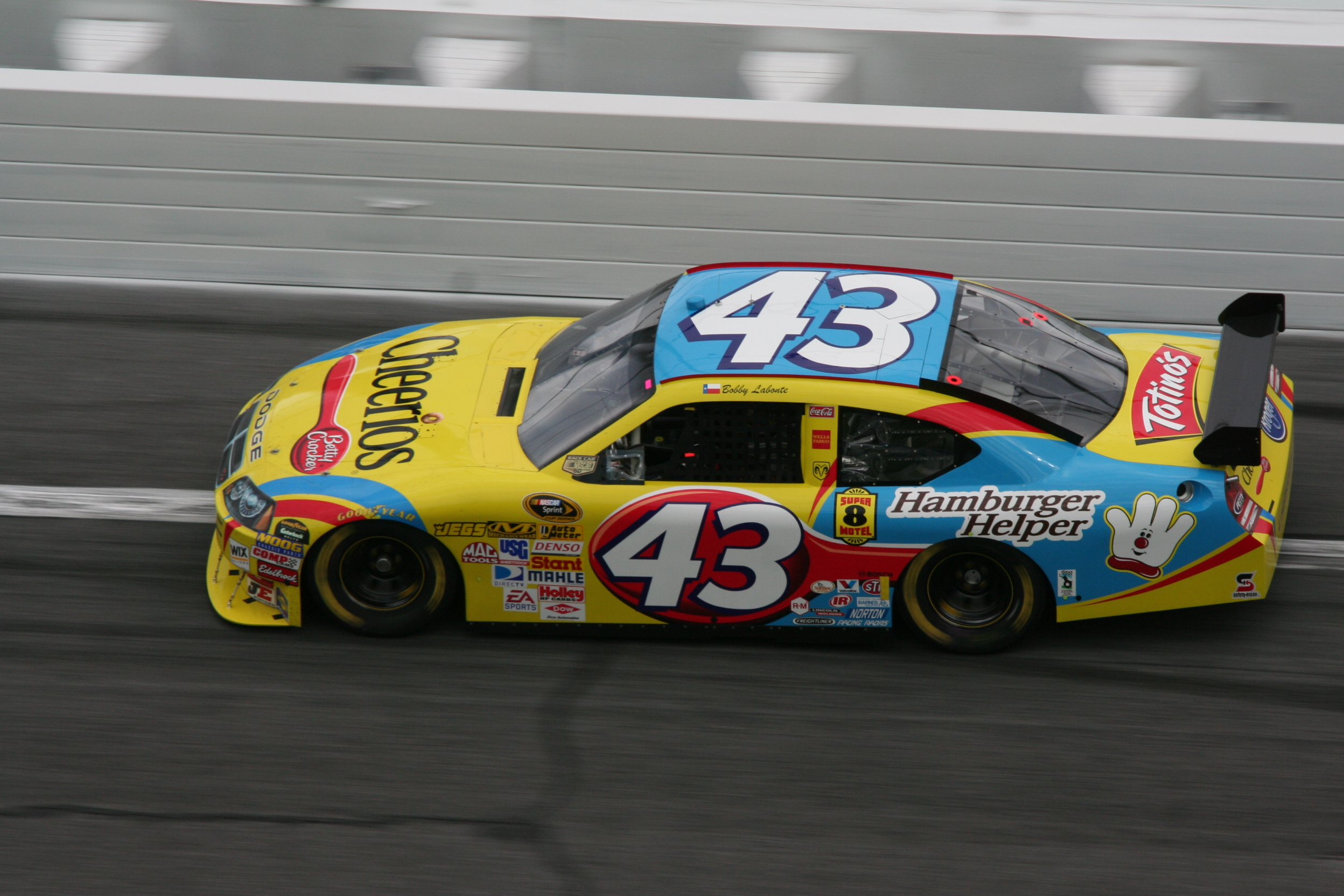
Bobby Labonte in 2008.
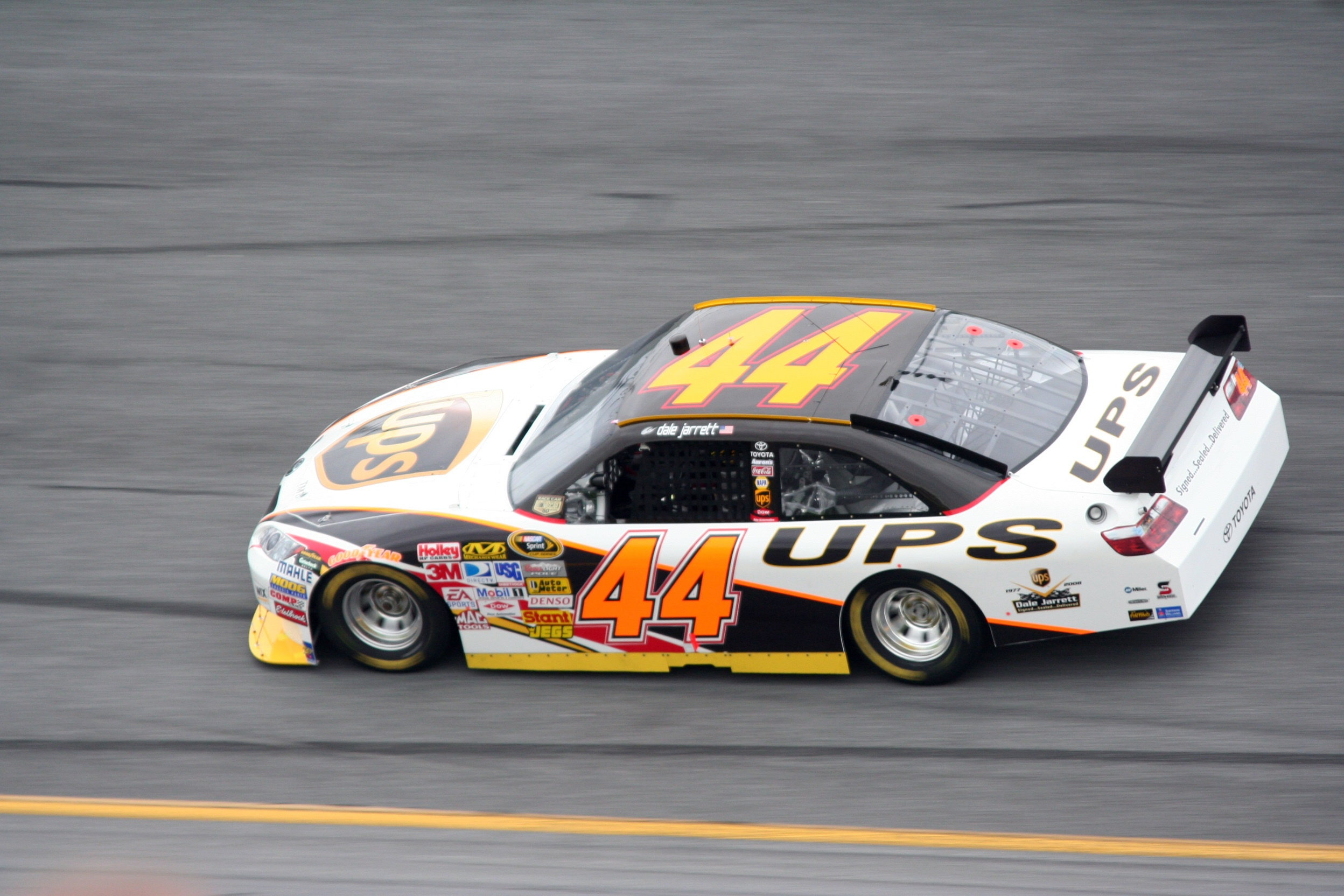
Dale Jarrett in 2008.